# Lobelia gilletii
Lobelia gilletii är en klockväxtart som beskrevs av De Wild. Lobelia gilletii ingår i släktet lobelior, och familjen klockväxter. Inga underarter finns listade i Catalogue of Life.